# Tömb (adatszerkezet)
A számítástudományban a tömb (angolul array) olyan adatszerkezet, amelyet nevesített elemek csoportja alkot, melyekre sorszámukkal (indexükkel) lehet hivatkozni. Vektornak is nevezik, ha egydimenziós, mátrixnak esetenként, ha többdimenziós.
A legtöbb programozási nyelvben minden egyes elemnek azonos adattípusa van és a tömb folytonosan helyezkedik el a számítógép memóriájában. A készítés módja alapján lehet:
- statikus: a méret fix, deklarációban szabályozott, vagy
- dinamikus tömb: a mérete változik, folyamatosan bővíthető.

## Tömbrendszer kereszthivatkozási lista
| Programozási nyelv | Kezdőindex | Korlátellenőrzés | Dimenzió | Dinamikus |
| ------------------ | ---------- | ---------------- | -------- | --------- |
| Ada                | n          | ellenőrzött      | n        | init1     |
| APL7               | 0 or 1     | ellenőrzött      | n        | init1     |
| Assembly           | 0          | nem ellenőrzött  | 1        | no        |
| BASIC              | 1          | nem ellenőrzött  | 1        | init1     |
| C                  | 0          | nem ellenőrzött  | n2       | heap3,4   |
| C++5               | 0          | nem ellenőrzött  | n2       | heap3     |
| C#                 | 0          | ellenőrzött      | n2       | heap3,9   |
| Common Lisp        | 0          | ellenőrzött      | n        | yes       |
| D                  | 0          | változó11        | n        | yes       |
| FreeBasic          | n          | ellenőrzött      | n        | yes       |
| Fortran            | n          | változó12        | n        | heap3     |
| IDL                | 0          | ellenőrzött      | n        | yes       |
| Java5              | 0          | ellenőrzött      | 12       | heap3     |
| Lua                | 1          | ellenőrzött      | 12       | yes       |
| MATLAB             | 1          | ellenőrzött      | n8       | yes       |
| Oberon-1           | 0          | ellenőrzött      | n        | no        |
| Oberon-2           | 0          | ellenőrzött      | n        | yes       |
| Pascal             | n          | ellenőrzött      | n        | változó10 |
| PERL               | n          | ellenőrzött      | 12       | yes       |
| PL/I               | n          | ellenőrzött      |          |           |
| Python             | 0          | ellenőrzött      | 12       | yes       |
| Ruby               | 0          | ellenőrzött      | 12       | yes       |
| Scheme             | 0          | ellenőrzött      | 12       | no        |
| Smalltalk5         | 1          | ellenőrzött      | 12       | yes6      |
| Visual BASIC       | n          | ellenőrzött      | n        | yes       |
| Windows PowerShell | 0          | ellenőrzött      | n2       | heap      |

1. A méret inicializálható, utána már nem változtatható
2. Megengedi, hogy tömböket tömbökből hozzunk létre, ezáltal emulálhatóak a többdimenziós tömbök
3. A méret csak akkor adható meg, ha a kupacnak (heap) már le van foglalva hely a memóriában
4. C99 megengedi a változó méretű tömbök használatát, azonban jelenleg nincs még olyan fordító, ami támogatná ezt a funkciót
5. Ez a lista szigorúan csak a nyelvek saját képességeit hasonlítja össze. Minden nyelvben (még assemblyben is) lehetséges bonyolultabb tömbkezelést megvalósítani kiegészítő könyvtárakkal.
6. Az Array osztály ugyan fix méretű, de az OrderedCollection dinamikus
7. Az index első eleme lehet 0 vagy 1, de a teljes munkatérre érvényesül majd ez a szabály
8. Minimum kétdimenziós
9. Megengedi, hogy fix méretű tömböt készítsünk "unsafe" kódban, ezáltal javítva az átjárhatóságot más nyelvekkel.
10. Implementációkként változik. Újabbak (FreePascal és Delphi) már engedi a kupac-bázisú dinamikus tömbök használatát
11. A viselkedés szabályozható a fordítóprogram kapcsolóival.
12. Majdnem mindegyik Fortran implementáció engedi a határvizsgálatot a fordítóprogram kapcsolóival. Azonban hatékonysági szempontból alapértelmezettként ezt a képességet kikapcsolják.